# Frida
För andra betydelser, se Frida (olika betydelser).

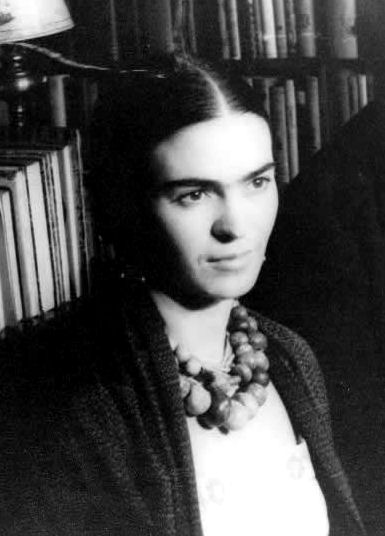
Frida Kahlo

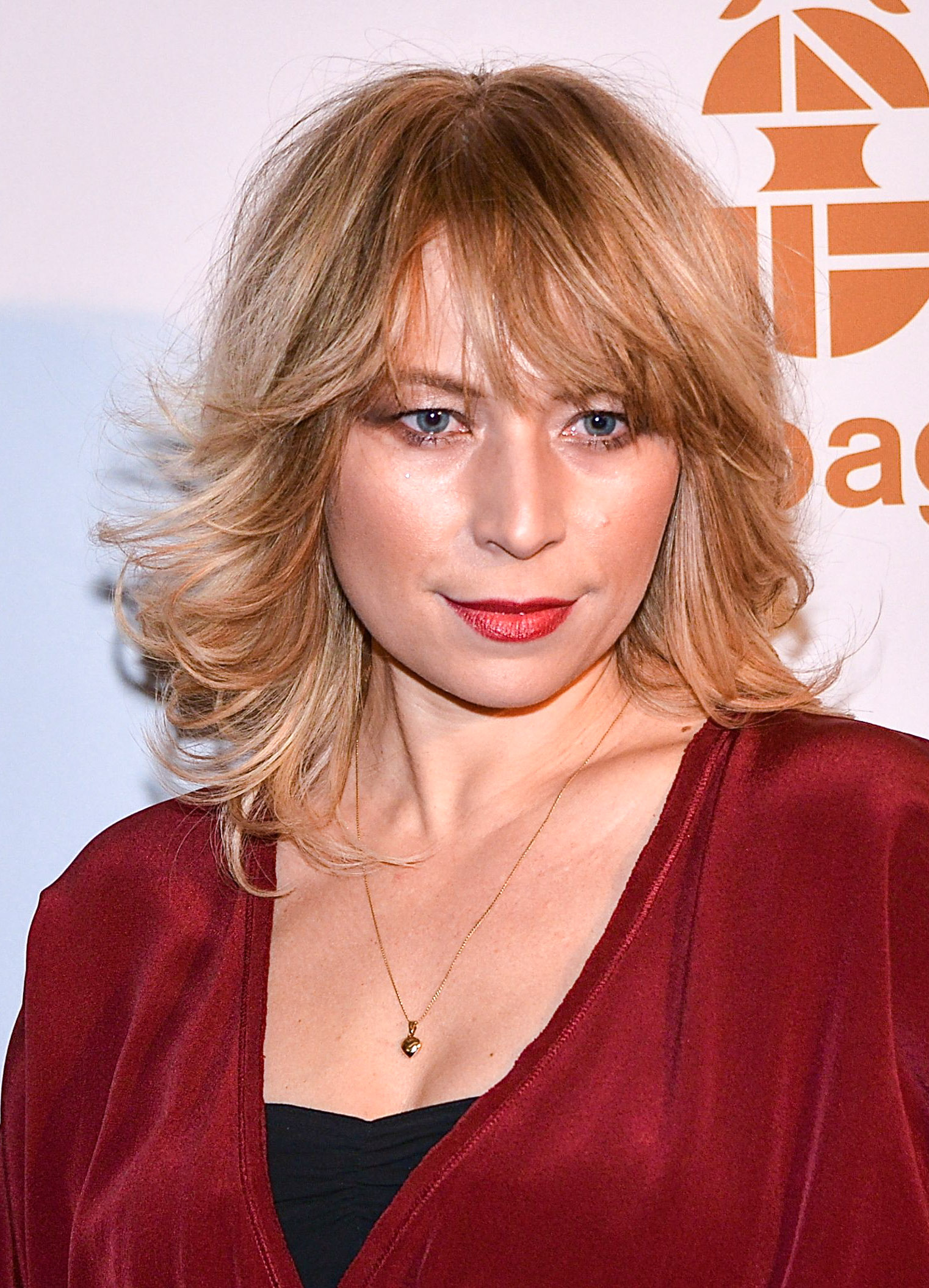
Frida Hallgren

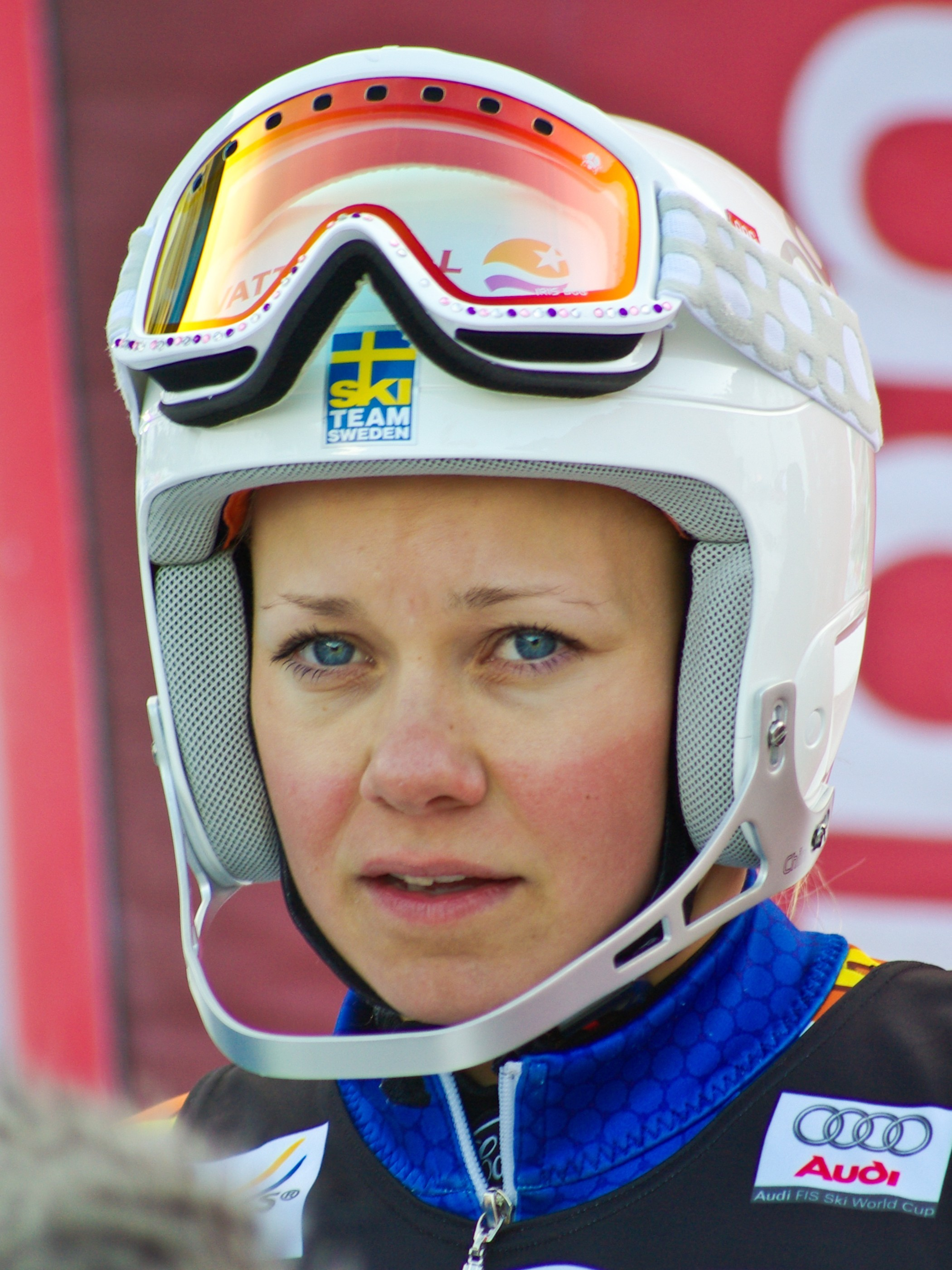
Frida Hansdotter

Frida är ett fornnordiskt kvinnonamn bildat av ordet fridh som betyder den älskade, den vackra. Det är även en kortform av tyska namn som Frideborg, Alfrida, Elfrida och Valfrida. Det äldsta belägget i Sverige är från år 1388.
Under 1980-talet och första halvan av 1990-talet upplevde namnet en modevåg. Som bäst låg Frida på tionde plats på topplistan (1993). Numera är tendensen något avtagande.[källa behövs]
Den 31 december 2014 fanns det totalt 30 049 kvinnor folkbokförda i Sverige med namnet Frida, varav 21 631 bar det som tilltalsnamn.
Namnsdag i Sverige: 18 februari. I den finlandssvenska namnsdagslängden har Frida namnsdag 29 december sedan starten 1929, då en egen namnsdagskalender togs i bruk för finlandssvenskar.

## Personer med namnet Frida
- Frida Aili, svensk basketspelare
- Frida Amundsen, norsk sångerska
- Frida Appelgren, svensk sångerska
- Frida Bergesen, svensk skådespelare
- Frida Boccara, fransk sångerska
- Frida Boisen, svensk journalist
- Frida Dahlskog, svensk skådespelare
- Frida Eldebrink, svensk basketspelare
- Frida Fahrman, svensk moderedaktör
- Frida Hallgren, svensk skådespelare
- Frida Hansdotter, svensk alpin skidåkare, OS-guld 2018
- Frida Hyvönen, svensk singer-songwriter
- Frida Johansson, svensk friidrottare
- Frida Johansson Metso, svensk politiker (fp)
- Frida Kahlo, mexikansk konstnär
- Frida Karlsson, svensk längdskidåkare
- Frida Linde, svensk friidrottare
- Frida Modén Treichl, svensk-österrikisk musikalartist
- Frida Nevalainen, svensk ishockeyspelare
- Frida Nordstrand, svensk sportjournalist
- Frida Nilsson, svensk författare
- Frida Nordin, svensk fotbollsspelare
- Frida Normark, svensk programledare
- Frida Persson, svensk friidrottare
- Frida Röhl, svensk skådespelare och regissör
- Frida Sandén, svensk sångerska
- Frida Segerdahl-Nordström, svensk konståkare
- Frida Sporrong, svensk skådespelare
- Frida Stéenhoff, svensk författare
- Frida Svensson, svensk roddare
- Frida Uhl, österrikisk författare (gift med August Strindberg)
- Frida Wallberg, svensk proffsboxare
- Frida Westerdahl, svensk skådespelare
- Frida Zetterström, svensk journalist
- Frida Öhrn, svensk sångerska i Oh Laura och Cookies 'N' Beans
- Frida Östberg, svensk fotbollsspelare, VM-silver 2003

## Personer med Frida som smeknamn
- Anni-Frid Lyngstad, musiker, brukar kallas Frida och har också använt detta som artistnamn
- Frida Winnerstrand, skådespelare, var egentligen döpt till Alfrida.